# Pseudoceloma
El pseudoceloma (falso celoma) es una cavidad de origen blastocélico. Se presenta en animales en los que el mesodermo invade sólo parcialmente el blastocele. Los animales con pseudoceloma se llaman pseudocelomados o blastocelomados.
Es frecuente que el pseudoceloma quede obliterado en el adulto debido al crecimiento tisular; en tal caso, el pseudoceloma queda reducido a los espacios intersticiales, llenos de líquido, que rodean a los derivados mesodérmicos. La forma de presentarse el pseudoceloma en el adulto varía notablemente de un grupo zoológico a otro.